# Wirasundara Mudiyanse
Wirasundara Mudiyanse fou cap de Paradeniya i virrei de Senkadagala.
El 1581 va cooperar amb Raja Sinha I en la conquesta per aquest del regne de Senkadagala (Kandy) i fou nomenat virrei-governador.
Wirasundara no va quedar satisfet amb els poders dels que disposava com a governador i es va revoltar (1588) però fou mort per una traïció per agents de Raja Sinha i els districtes rebels castigats severament: l'exèrcit de Sitawaka va entrar al país, va desarmar al desafectes i va reduir a molts habitants a l'esclavatge o a treballar sense pagament en construir fortificacions. El fill de Wirasundara, Konappu o Konappu Bandara, que més tard fou rei de Senkadagala (amb el nom de Vimaladharmasuriya I), al saber la mort del seu pare, va fugir a Colombo on fou rebut pel rei Dharmapala que li va donar com esposa a la filla de Sembahap Perumal.